# Route européenne 429
Pour les articles homonymes, voir E429 et Route 429.
La route européenne 429 est une autoroute reliant Tournai à Hal.
La réalisation de l'autoroute E429 (A8) a permis le désenclavement du Hainaut occidental en le reliant directement à la capitale (Bruxelles), tout en concrétisant la jonction entre cette dernière et la métropole française de Lille. Cette jonction s’inscrit également dans une perspective transfrontalière européenne sur l'axe Angleterre/Allemagne (via le tunnel sous la Manche), passant par le Nord-Pas-de-Calais, Bruxelles et le sillon Sambre-et-Meuse.
Anciennement dénommée A8, l'E429 n'en constitue en fait qu'un maillon. En réalité, l'autoroute belge A8 est constituée de l'autoroute européenne E429 (Hal-Tournai) prolongée jusqu'à la frontière française en direction de Lille via l'autoroute européenne E42.
Au passage de Hal, l'autoroute se transforme en route réservée aux automobilistes avec trois feux rouges.
En 2015, l'état de la chaussée très dégradé car comportant de nombreux nids-de-poule, ce qui endommage les véhicules, a été dénoncé.